# ألبرت ارين فيريس
ألبرت ارين فيريس (بالإنجليزية: Albert Warren Ferris)‏ هو طبيب نفسي أمريكي، ولد في 3 ديسمبر 1856 في بروكلين في الولايات المتحدة، وتوفي في 4 أكتوبر 1937.